# 大阪大学大学院経済学研究科・経済学部
大阪大学大学院経済学研究科（おおさかだいがくだいがくいんけいざいがくけんきゅうか、英語: Graduate School of Economics, The University of Osaka）は、大阪大学大学院に設置される研究科の一つである。
大阪大学経済学部（おおさかだいがくけいざいがくぶ、英語: School of Economics, The University of Osaka）は、大阪大学に設置される学部の一つである。

## 概要
1948年に法文学部が設立され、1949年に新制大阪大学が発足すると、法文学部が法経学部と文学部に分離された。その後、1953年に法経学部が経済学部と法学部に分離され、大阪大学経済学部が成立した。
経済学および経営学を扱っており、経済学部には経済・経営学科の1学科のみが置かれている。
大学院経済学研究科は、経済学専攻と経営学系専攻の2専攻に分かれる。経済学専攻は、経済学コース、応用経済コース、経済制度・事例分析コースの3コース、経営学系専攻は、経営研究コースとビジネスコースの2コースに分かれる。

## 沿革
- 1948年 - 大阪大学法文学部法学科が設立される[1]。
- 1949年 - 新制大阪大学が発足し、法文学部が法経学部と文学部に分離する[1]。
- 1953年 - 法経学部を経済学部と法学部に分離する[1]。経済政策専攻として大学院経済学研究科が発足[1]。
- 1954年 - 社会経済研究施設を設置[1]。
- 1966年 - 社会経済研究施設が大阪大学社会経済研究所として独立する[1]。
- 1969年 - 大学院経済学研究科を経済学専攻と経営学専攻に改組[1]。
- 1976年 - 大学院独立専攻として公共経済学専攻が設置[1]。
- 1994年 - 法学部、教養部、社会経済研究所と共同で独立研究科の大学院国際公共政策研究科を設置[1]。公共経済学専攻は発展的解消。
- 1998年 - 経済学研究科を大学院重点化[1]。学部の2学科を経済・経営学科の1学科へ統合する[3]。

## 刊行物
大阪大学経済学部は日頃の研究成果を発表する為に以下の紀要（電子版）を発行している。
- 「大阪大学経済学」

## 交通アクセス
豊中キャンパス（大阪府豊中市待兼山町1-5）
- 大阪モノレール本線「柴原阪大前駅」から徒歩約10分〜15分。

- 阪急宝塚線・箕面線「石橋阪大前駅」から徒歩約15分〜25分。

## 著名な出身者

### 政治
- 樽床伸二（1982経、元総務大臣、元希望の党代表代行）
- 三谷光男（1983経、元財務大臣政務官兼復興大臣政務官、元民主党衆議院議員）
- 向山好一（1983経、元民主党衆議院議員、元連合大阪労働政策部長）
- 牛嶋正（経博、元参議院議員、元名古屋市立大学教授）
- 中貝宗治（1987経修、兵庫県豊岡市長、元兵庫県議会議員）
- 薮本吉秀（1992経修、元兵庫県三木市長、元兵庫県新行政担当課長）
- 藤井大輔（1995経、富山県議会議員、元R25編集長）

### 行政
- 堀江正彦（1969経・1973法、元駐マレーシア大使、元防衛参事官、明治大学学長特任補佐、京都大学特任教授）
- 神野一仁（1978経、元愛媛県副知事、愛媛県社会福祉事業団理事長、愛媛銀行取締役）
- 川上好久（1979経、元沖縄県副知事、沖縄振興開発金融公庫理事長）
- 山崎日出男（1979経、元駐ボスニア・ヘルツェゴビナ大使、元内閣府大臣官房審議官、日本広報協会理事長）

### 経済
- 下村正太郎（1951経、大丸元社長）
- 三井康平（1957経、元クボタ社長）
- 吉田二郎（1957経、元南海電気鉄道社長、元東京メトロ会長、元日本民営鉄道協会会長）
- 中村邦夫（1962経、パナソニック会長、元日本経済団体連合会副会長、元内閣府地方制度調査会会長）
- 関哲夫（1963経、商工組合中央金庫初代社長、日本監査役協会会長、新日本製鐵元副社長）
- 犬伏泰夫（1967経、神戸製鋼所社長）
- 寺西正司（1969経、UFJ銀行元頭取、全国銀行協会元会長）
- 馬瀬紀夫（1976経、元ハーゲンダッツジャパン社長）
- 桑田正規（1992経、トヨタ自動車副社長、日本経営協会副会長）
- 竹増貞信（1993経、ローソン社長）

### マスコミ
- 田渕伸一（1991経、毎日放送制作1部長）
- 澤田芳博（1992経、関西テレビ放送プロデューサー）
- 土居一雄（2004経、2006法修、TBS記者）

### 研究

#### 経済学
- 新開陽一（1955経、大阪大学名誉教授、日本学士院会員、元日本経済学会会長、マクロ経済学）
- 安岡重明（1959経博、同志社大学名誉教授、日本経済史）
- 斎藤光雄（1959経博、神戸大学名誉教授）
- 作道洋太郎（1961経博、大阪大学名誉教授、日本経済史）
- 久我清（1962経、大阪大学名誉教授、一般均衡理論）
- 藤田貞一郎（1963経修、同志社大学名誉教授、経済史）
- 岩橋勝（1967経博、松山大学名誉教授、日本学士院賞、経済史）
- 本間正明（1967経、元大阪大副学長、近畿大学教授、公共経済学）
- 林敏彦（1968経修、大阪大学名誉教授、放送大学教授、経済政策）
- 小林良彰（1968経修、元同志社大学教授、西洋経済史）
- 橘木俊詔（1969経修、京都大学名誉教授、同志社大学教授、労働経済学）
- 辰巳憲一（1969経、学習院大学名誉教授）
- 室田武（1969経修、同志社大学名誉教授、理論経済学）
- 貞廣彰（1970経修、早稲田大学教授）
- 宮本勝浩（1970経修、関西大学教授）
- 小田切宏之（1973経修、一橋大学名誉教授、公正取引委員会顧問・元委員、産業組織論）
- 平山健二郎（1977経修、関西学院大学教授)
- 跡田直澄（1978経修、嘉悦大学副学長、元慶應義塾大学教授、財政学）
- 市村英彦（1981経、東京大学教授、計量経済学）
- 松繁寿和（1982経修、大阪大学教授、労働経済学）
- 筒井義郎（1982経博中退、大阪大学名誉教授、日経・経済図書文化賞、金融論）
- 大垣昌夫（1984経修、慶應義塾大学教授、マクロ経済学）
- 廣田誠（1986経博、大阪大学教授、日本経済史）
- 神谷和也（1987経博、神戸大学教授、中原賞、ミクロ経済学）
- 木村光彦（1989経博、青山学院大学教授、元神戸大学教授、開発経済学）
- 岩本康志（1991経博、東京大学教授、公共経済学）
- 小佐野広（1991経博、京都大学教授、日経・経済図書文化賞）
- 澤田康幸（1992経修、東京大学教授、開発経済学）
- 土居丈朗（1993経、慶應義塾大学教授、日経・経済図書文化賞、サントリー学芸賞、財政学）
- 橋本恭之（1997経博、関西大学教授、財政学）
- 赤井伸郎（1998経、大阪大学教授、日経・経済図書文化賞、エコノミスト賞、NIRA大来政策研究賞）
- 浄土渉（2001経博、東京経済大学教授、マクロ経済学）
- 廣田義人（2002経博、大阪工業大学教授、経済史・産業技術史、特許意匠）
- 竹村敏彦（2006経博、佐賀大学准教授）
- 柴本昌彦（2007経博、神戸大学准教授、マクロ経済政策）
- 高槻泰郎（2007経修、神戸大学准教授）
- 櫻川昌哉（経博、慶應義塾大学教授）
- 竹岡敬温（経博、大阪大学名誉教授、フランス経済史）

#### 経営学
- 蟹江章（経博、北海道大学教授、会計学）
- 中村宣一朗（1959経、大阪大学名誉教授、日本会計研究学会太田賞、会計学）
- 川上智子（1988文・1997経修、早稲田大学教授、宝ホールディングス取締役、マーケティング）
- 西川真規子（1989経、法政大学教授、組織行動論）
- 鴋澤歩（1991経博中退、大阪大学教授、日経・経済図書文化賞、経営史学会賞、交通図書賞、経営史）
- 開本浩矢（1991経、大阪大学教授、経営行動科学学会優秀事例賞）
- 日置弘一郎（1997経博中退、京都大学名誉教授、経営人類学）
- 下左近多喜男（2005経博、大阪工業大学准教授、経営システム工学）

#### その他
- 小野修（経、同志社大学名誉教授、政治学）
- 岡部芳彦（経修、神戸学院大学経済学部教授、ウクライナ研究会会長）
- 北原恵（経、大阪大学教授、美術史）
- 小室直樹（1959経博、元東京工業大学特任教授）

### 文学
- 不知火京介 - 小説家、江戸川乱歩賞
- 眉村卓 - SF作家、泉鏡花文学賞、星雲賞

### 芸能、スポーツ
- どくさいスイッチ企画 - アマチュアお笑い芸人、アマチュア落語家、落語作家
- 南野真一郎 - 俳優
- 脇村春夫 - アマチュア野球選手、第5代日本高等学校野球連盟会長

### その他
- 児玉健 - ドイツゲームゲームマスター、人狼ゲームゲームアドバイザー、けん玉パフォーマー

## 博士号取得者
- 池田新介 - 経済学、大阪大学名誉教授、元行動経済学会会長、日経・経済図書文化賞
- 上野裕也 - 経済学、元成蹊大学学長、日経・経済図書文化賞
- 内海洋一 - 経済学、大阪大学名誉教授
- 大澤豊 - マーケティング論、大阪大学名誉教授、元日本学術会議会員
- 大野忠男 - 経済学、大阪大学名誉教授、日経・経済図書文化賞
- 久保田敬一 - 経済学、武蔵大学名誉教授、元日本経営財務研究学会会長、日経・経済図書文化賞
- 熊谷尚夫 - 経済学、大阪大学名誉教授、元日本学士院会員、日経・経済図書文化賞
- 斎藤謹造 - 経済学、大阪大学名誉教授
- 坂本彌三郎 - 経済学史、神戸大学名誉教授、元日本学術会議会員
- 作道洋太郎 - 経済史、大阪大学名誉教授、大阪文化賞
- 高田馨 - 経営学、大阪大学名誉教授
- 友部謙一 - 経済史、一橋大学教授、日経・経済図書文化賞
- 竹中平蔵 - 経済学、慶應義塾大学名誉教授、元総務大臣
- 原田敏丸 - 経済史、大阪大学名誉教授
- 伴金美 - 経済学、大阪大学名誉教授、元環境経済・政策学会副会長
- 藤田晴 - 経済学、大阪大学名誉教授、エコノミスト賞
- 宮本又郎 - 日本経済史、大阪大学名誉教授、元経営史学会会長、元日本学術会議会員
- 吉田あつし - 経済学、元筑波大学教授
- 渡部福太郎 - 国際経済学、学習院大学名誉教授